# Sturefors
58°20′11.515″N 15°43′19.639″Ø / 58.33653194°N 15.72212194°Ø
Sturefors er en by i Vist Sogn i Linköpings kommune i Östergötlands län i Östergötland, Sverige. I 2010 havde byen 2.229 indbyggere . Sturefors ligger cirka 11 kilometer sydøst for Linköping. Byen ligger i ådalen ved åen Stångån og er vokset op omkring jernbanelinjerne Linköping-Åtvidaberg-Västervik og Linköping-Kisa-Vimmerby-Kalmar.
Et par kilometer øst for byen ligger Sturefors slot, som ejes af slægten Bielke. Her går turistbåden M/S Kind forbi på Kinda kanal, og der er nogle sluser ved slottet. Omring slottet ligger det 137 ha store Sturefors naturreservat, som er et naturskønt område med marker med gamle egetræer. Her fandtes Sveriges sidste eksemplarer af den nu forsvundne mellemflagspætte. Her er stadig en artrig flora og fauna baseret på  de gamle træer.

## Eksterne kilder og henvisninger
1. ↑  Tätorter, arealer, befolkning Statistiska centralbyrån.
2. ↑  "Sturefors naturreservat". Arkiveret fra originalen 7. august 2011. Hentet 26. maj 2013.

- Wikimedia Commons har flere filer relateret til Sturefors